# Ballo del Granduca
Con l'espressione Ballo del Granduca SwWV 319 ci si riferisce a una composizione per strumento a tastiera solista attribuita a Jan Pieterszoon Sweelinck.

## Storia
La base tematica della composizione deriva dal tema di un ballo del 1589 intitolato O che nuovo miracolo, composto da Emilio de' Cavalieri per la conclusione del sesto intermedio della commedia La Pellegrina di Girolamo Bargagli, allestita nel teatro mediceo di Firenze in occasione delle nozze del granduca Ferdinando I de' Medici con Cristina di Lorena. Il tema della composizione, successivamente conosciuta come Ballo del Granduca o Aria di Fiorenza, acquistò rapidamente notorietà in Europa e divenne la base per almeno altri 128 brani, coevi o successivi.
Prendendo come modello questo tema realizzarono variazioni, fra gli altri, Adriano Banchieri, Giovanni Girolamo Kapsberger e Jan Pieterszoon Sweelinck. Non è chiaro, però, se le variazioni sul Ballo del Granduca attribuite a Sweelinck siano completamente opera sua.
Dato che alcuni suoi studenti, come Samuel Scheidt, aggiunsero variazioni a diverse sue composizioni (Scheidt e Sweelinck, nella Pavana Hispanica, composero insieme una serie di variazioni alternandosi), alcuni studiosi ipotizzano che parte del Ballo del Granduca sia di Sweelinck, ma che anche Scheidt abbia contribuito alla composizione.

## Struttura
Lo stile della composizione risente delle due maggiori correnti del periodo: la polifonia italiana e la tecnica dei virginalisti inglesi. Dallo stile italiano Sweelinck assimilò la bellezza del contrappunto, mentre dai virginalisti sviluppò il virtuosismo di passaggi, arpeggi e fioriture. Il ballo comprende un tema (anche se lo spartito reca la dicitura 1e Variatie) e quattro variazioni (o cinque, se appunto si considera il tema come una prima variazione).
Il tema della composizione, che costituisce la base per le variazioni, offre all'improvvisatore molta libertà. Si compone di una serie di cinque brevi frasi musicali della durata di quattro battute ciascuna, fondamentalmente in accordi, concluse ciascuna da una cadenza. Le cadenze sono in sol maggiore (la tonica del pezzo), do maggiore, la minore, sol maggiore e sol maggiore.
La prima variazione mostra diversi passaggi per la mano destra con crome e semicrome, mentre la mano sinistra esegue un accompagnamento in accordi a due e tre voci. Nella seconda variazione le mani si invertono: la destra accompagna e la sinistra esegue la melodia. La terza variazione contiene la maggior parte dei passaggi virtuosistici in semicrome tipici dello stile di Sweelinck. Il brano si conclude con la quarta variazione, la più impegnativa, dove la mano destra esegue costantemente accordi di terza e di sesta.